# Louis Elloy
Louis Elloy ou Aloys Elloy, né à Servigny-lès-Raville en Moselle (en 1825 ou 1829 selon les sources), et mort le 22 novembre 1878, est un religieux catholique français.

## Biographie
Membre de la congrégation des pères maristes, il est envoyé aux Samoa dans les années 1860. Il est consacré le 30 novembre 1864 évêque titulaire de Tipasa-en-Maurétanie (de) par Pierre Bataillon. Il est nommé administrateur apostolique de l'archipel des Navigateurs en 1870. Il est nommé vicaire apostolique de l'Océanie centrale de 1877 à 1878, prenant la succession de Pierre Bataillon après sa mort. Il visite ainsi Wallis-et-Futuna, Fidji et Rotuma, puis rencontre le pape Pie IX à Rome en janvier 1878.
Il décède d'une maladie aux intestins le 22 novembre 1878 en France, près de Lourdes où il avait effectué un pèlerinage dans l'espoir d'une guérison.